# Xhelal Sveçla

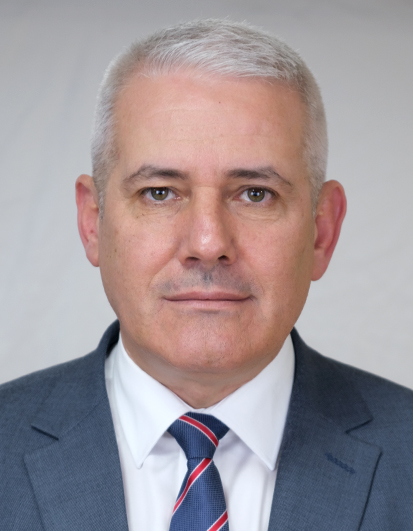
Xhelal Sveçla (2021)

Xhelal Sveçla (geboren am 21. April 1970 in Pristina) ist ein kosovarischer Politiker der Partei Lëvizja Vetëvendosje!. Seit 2021 ist er Innenminister des Kosovo. Zuvor war er Mitglied des Parlaments, stellvertretender Innenminister und kommissarischer Innenminister.

## Leben
Xhelal Sveçla begann sein Studium an der Universität Prishtina im Jahr 1990, wechselte jedoch zur Universität Tirana, wo er seinen Abschluss in Zahnmedizin machte. Als Studentenführer gehörte er zu den Organisatoren von Protesten gegen die serbische Besetzung des Kosovo. Im Jahr 1998 trat er der UÇK bei.
Sveçla arbeitete anschließend als Koordinator für das International Medical Corps Tirana und als nationaler Direktor von SOS-Kinderdorf International. Im Jahr 2003 wurde Sveçla Teil des Kosova Action Network.
Im Jahr 2013 wurde Sveçla zum Direktor der Inspektion der Gemeinde Prishtina ernannt, wo er dazu beitrug, die Rechtsstaatlichkeit zu etablieren und die Aufsicht zu verbessern. Er war Mitglied des kosovarischen Parlaments in der 6. Legislaturperiode und gehörte der Vetëvendosje-Fraktion an. Im Parlament diente er als stellvertretender Vorsitzender und später als Vorsitzender des Ausschusses für Gemeinschaften. Er war auch Mitglied des Innenausschusses und Vorsitzender des Untersuchungsausschusses zur Entführung von sechs türkischen Staatsbürgern. Bei der Parlamentswahl 2019 wurde er nicht wiedergewählt.
Sveçla wurde im Februar 2020 zum stellvertretenden Innenminister ernannt. Nach dem Zerbrechen der Koalition war er vom 19. März bis zur Bildungs des Kabinetts Hoti am 3. Juni 2020 kommissarischer Innenminister im Kabinett Kurti I. Seit dem 22. März 2021 ist er Innenminister im Kabinett Kurti II.